# Wesenberg (Schleswig-Holstein)
Pour les articles homonymes, voir Wesenberg.
Wesenberg est une commune allemande du Schleswig-Holstein, située dans l'arrondissement de Stormarn (Kreis Stormarn), à quatre kilomètres à l'est de Reinfeld (Holstein), près de la ville de Lübeck. Wesenberg est la commune la plus peuplée de l'Amt Nordstormarn qui regroupe douze communes autour de Reinfeld.